# 長福寺 (船橋市)
長福寺（ちょうふくじ）は、千葉県船橋市にある寺院である。

## 起源と歴史
伝承では平安時代の円融天皇の御代に観音堂が建立されたが、その後に荒廃。永禄年中に再建されたという。なお、同寺院の境内には中世の城だった夏見城の遺構が残されている。　